# Атнаши
Атна́ши (чув. Атнаш) — деревня в Урмарском районе Чувашской Республики России. В рамках организации местного самоуправления входит с 2023 года в Урмарский муниципальный округ, до 2023 года входит в Большечакинское сельское поселение. Население 34 человек (2015), преимущественно чуваши.

## География
Расположена в северо-восточной части региона, в пределах Чувашского плато, на правом берегу р. Малый Аниш, на расстоянии 61 км от Чебоксар, 10 км до райцентра Урмары.

### Климат
В деревне, как и во всём районе, климат умеренно континентальный с продолжительной холодной зимой и довольно тёплым сухим летом. Средняя температура января −13 °C; средняя температура июля 18,7 °C. За год выпадает в среднем 400 мм осадков, преимущественно в тёплый период. Территория относится к I агроклиматическому району Чувашии и характеризуется высокой теплообеспеченностью вегетационного периода: сумма температур выше +10˚С составляет здесь 2100—2200˚.

## История
Деревня образована в 1930 году. В этом же году образован колхоз «Атнаш»
Входил (с 2004 до 2022 гг.) в состав Большечакинского сельского поселения муниципального района Урмарский район.
К 1 января 2023 года обе муниципальные единицы упраздняются и деревня входит в Урмарский муниципальный округ.

## Население
| 2010 | 2012 | 2015 |
| ---- | ---- | ---- |
| 48   | ↘47  | ↘34  |

В 1939 году численность населения составляло 83 человека, из них 40 мужчин, 43 женщин; в 1979 — 33 мужчин, 48 женщин; 2002 — 22 двора, 46 человек, из них чуваши 91 % — 25 мужчин, 21 женщин; 2010 — 19 частных домохозяйств, 48 человек: 27 мужчин, 21 женщин.

## Инфраструктура
Личное подсобное хозяйство.
Основа экономики — сельское хозяйство . Функционирует (2010) ООО "Агрофирма «Арабоси».

## Транспорт
Просёлочные дороги.